# Телемертвецы
«Телемертвецы» (англ. The Video Dead, точный перевод названия - Видеомертвецы) — комедийный фильм ужасов режиссёра Роберта Скотта. Данный фильм был выпущен на видео.
Слоган: «The living dead are here, and they're lusting for blood - yours!» («Живые мертвецы здесь, и они жаждут крови - твоей!»).

## Сюжет
Сотрудники почтовой службы по ошибке доставляют посылку, предназначенную институту оккультных наук, писателю Генри Джордану, который никак не ожидал такого поворота событий. В заколоченном ящике находится старенький ламповый телевизор, включив который писатель видит, что транслируется только один канал, показывающий фильм "Кровавый кошмар зомби". Писатель также замечает кое-что странное: если выключить телевизор, он все равно будет показывать этот фильм. В итоге он выключает его из розетки и ложится спать, но и без электропитания телевизор продолжает работать. Вдруг из экрана выходят настоящие мертвецы, которые убивают писателя. На следующее утро работники почтовой службы возвращаются к дому мистера Джордана. Пытаясь до него достучаться, они решают открыть дверь и видят его мёртвое тело у порога.
Спустя три месяца, одна фирма для своего лучшего работника выкупает тот самый дом, где произошло убийство. Теперь домом владеет семья Блэров. Хозяин с женой находятся в отпуске за границей, а пока они отсутствуют, роль обставить дом предоставляется их дочери Зои, к которой приезжает её младший брат Джефф. На следующий день к дому подъезжает человек в ковбойской шляпе, пытающийся найти телевизор, который был ранее доставлен бывшему владельцу дома, и пытается предупредить подростков об опасности, которая хранится в нём, но ему никто не верит. Приводя себя в божеский вид, Джефф слышит странный женский голос, который доносится из чердака. Там он находит тот самый телевизор и спускает его к себе в комнату. Далее Джефф убирается на лужайке и знакомится со своей новой соседкой Эйприл Эллисон, гулявшей с пуделем по кличке Батончик, и тут же предлагает ей выпить что-нибудь, в результате чего Джефф начинает испытывать к ней симпатию. Пока они разговаривали, Батончик убегает в лес и пропадает. Джефф и Эйприл отправляются его искать и находят пса мёртвым. Ребята решают соврать хозяевам собаки, уверяя, что он умер из-за мячика, который попал ему в рот. Их план сработал.
Вечером Джефф включает телевизор, по которому идёт фильм "Кровавый кошмар зомби", и решает курнуть немного марихуаны. Спустя какое-то время он видит на экране полуобнажённую девушку, которую убивает человек по прозвищу Мусорщик. Через экран он говорит парню, что опасность рядом, а чтобы спасти жизнь, нужно спустить телик в подвал и поставить к экрану зеркало. Джефф приходит в себя и, думая, что всё это бред, решает смыть всю оставшуюся травку в унитаз.
Утром Джефф обнаруживает платье той девушки из телевизора и понимает, что всё увиденное происходило в реальности. Позже он решает сделать то, что ему сказал сделать Мусорщик. В это же время Эйприл уходит в школу. И пока она отсутствовала, мертвецы, которые всё это время прятались в лесу, пробрались в дом и убили отца Эйприл и служанку, а также соседей, проживавших рядом. Узнав об этом, Джефф понимает, что это всё как-то связано с тем телевизором. Приведя Эйприл к себе домой, к дому Блэров приезжает Джошуа Дэниелс, который ранее приезжал за телевизором, и предлагает ему свою помощь в решении проблем. Далее Джошуа рассказывает, что телевизор он продал на ярмарке, так как из-за него погибла жена Джошуа. Пока идёт разговор, один из мертвецов пробирается в дом и похищает Эйприл. Джефф и Джошуа уже следующим утром, вооружившись бензопилой и луком со стрелами, начинают охоту на незваных гостей. Впоследствии выясняется, что мертвецы убили Эйприл. Джефф и Джошуа в ходе битвы погибают, несмотря на все свои усилия. Зои, оставшаяся дома, решает применить последний ход, о котором ей рассказал Джошуа: воспринять зомби как обычных людей, при этом не боясь их, и, таким образом, заманить мертвецов в подвал, где стоит телевизор, из которого они появились. Все зомби оказываются в подвале и возвращаются обратно в телевизор, на котором высвечивается надпись "КОНЕЦ". Зои выходит на улицу навстречу рассвету, произошедшие события сводят её с ума.
Спустя пару дней возвращаются родители Зои. В последних кадрах мы видим, как Блэры приходят в больницу навестить больную дочь, которая всё время молчит. А в качестве подарка приносят ей в палату телевизор, который они включают. Оставив дочь одну, Зои понимает, что это тот самый телевизор, по которому идёт один ужастик про зомби. Затем экран темнеет, Зои кричит, начинаются титры.

## В ролях
- Роки Дюваль — Джефф Блэр
- Роксанна Огесен — Зои Блэр
- Майкл Ст. Майклс — Генри Джордан
- Дженнифер Миро — Женщина
- Виктория Бэстел — Эйприл Эллисон
- Сэм Дэвид МакКлелланд — Джошуа Дэниелс
- Клифф Уоттс — Мусорщик
- Дон Клелланд — мистер Блэр
- Джо Энн Петерсон — миссис Блэр
- Уолтер Гаррет — Эйб Турхов
- Маффи Греко — Беверли Турхов
- Либби Расслер — Мария
- Бэчелор (пудель) — Батончик
- Энтони Ферранте — зомби

## Съёмочная группа
- Режиссёр: Роберт Скотт.
- Продюсер: Роберт Скотт, Уильям С. Уэйнер (ассоциированный продюсер).
- Сценарий: Роберт Скотт.
- Оператор: Грег Бекер.
- Композитор: Леонард Марсель, Стюарт Рабинович, Кевин МакМахон.
- Художники: Каталин Роджерс (постановщик), Андреа Немерсон (костюмы), Эдвард Ричард (костюмы), Элизабет Бордок (декорации).
- Монтаж: Боб Сарлс.

## Выход фильма
Премьера состоялась в ноябре 1987 года. Фильм не выходил на широких экранах и был сразу выпущен на видео (в СССР и России выходил на пиратских кассетах с одноголосным переводом Алексея Михалёва). Разумеется, были переиздания фильма. В 2009 году картина была показана в широком формате на канале MGM HD (на российском ТВ с двухголосным переводом от НТВ+). В 2013 году заслуженно вышел на Blu-ray.